# 西湖公寓
西湖公寓，原称华盛顿公寓（英語：Washington Apartments），位于上海徐汇区衡山路303号，处于衡山路与高安路口的三角地带，是一幢外表呈湖绿色的历史建筑。公寓在民国17年竣工，在中华人民共和国建国后更名为西湖公寓。1994年，华盛顿公寓入选第二批上海市优秀历史建筑。今公寓为普通民宅。
由于业主无力偿贷，该建筑曾经被维克多·沙逊旗下的新沙逊洋行没收，抗日战争爆发后，其又为沙逊转卖。此外，李世济之父李乙尊和严仁美都曾在西湖公寓居住过。

## 建筑特色
西湖公寓为钢筋混凝土结构，占地2073平方米，建筑面积8825平方米，另有附屋302平方米。整座公寓略呈直角形，平面沿道路转角布置，是现代派风格。建筑为平顶，阳台为半挑封闭型，以凸显大楼的竖向构图。大楼外墙原为黄色水泥拉毛粉刷，后改涂淡绿色涂料。入口门框呈向上层层收缩形态，且在入口及窗下墙饰有装饰艺术风格的图案。西湖公寓的标准层由三个单元拼接而成，每个单元都设有主楼梯和辅楼梯以及一部电梯，是最早使用电梯的上海公寓建筑之一。
公寓原为9楼，后在1982年加建了两楼。公寓底层沿街除了高安路转角处开设有历史悠久的大生食品商店外，均为住房。大生号有南部（衡山路301号，西湖公寓内）北部（衡山路284号，西湖公寓对街）两家商铺，该店经公私合营后现均为上海市第二食品商店大生店。

## 图片集

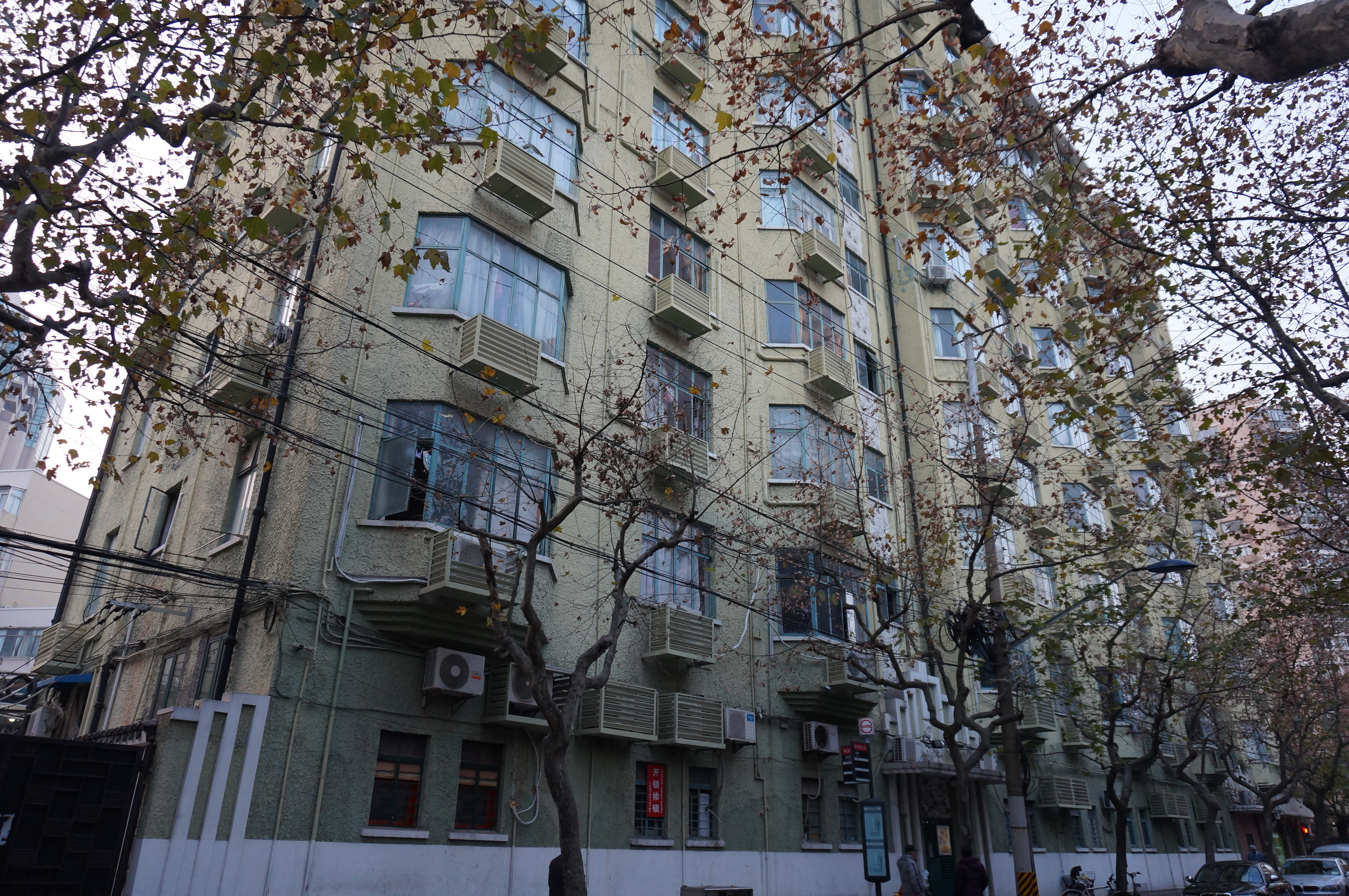
西湖公寓沿高安路一侧
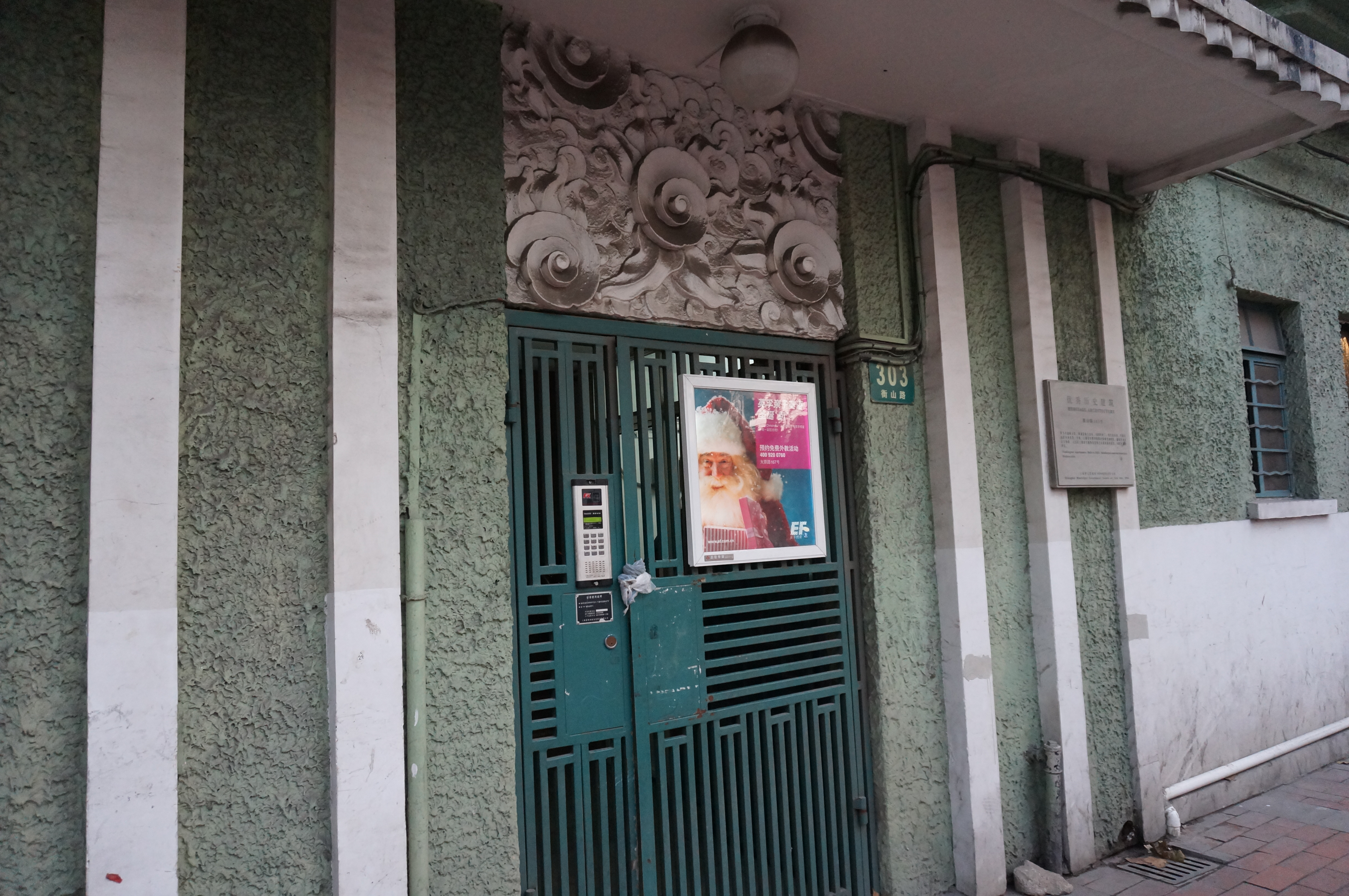
西湖公寓大门，可见门上的装饰艺术风格图案